# Pieńki Głupickie
Pieńki Głupickie – kolonia wsi Głupice w Polsce położona w województwie łódzkim, w powiecie bełchatowskim, w gminie Drużbice.
W latach 1975–1998 kolonia administracyjnie należała do województwa piotrkowskiego.